# Pseudophegopteris aurita
Pseudophegopteris aurita är en kärrbräkenväxtart som först beskrevs av William Jackson Hooker, och fick sitt nu gällande namn av Ren-Chang Ching. Pseudophegopteris aurita ingår i släktet Pseudophegopteris och familjen Thelypteridaceae. Inga underarter finns listade.